# In Trance/Virgin Killer: The Back to Black Collection
In Trance/Virgin Killer: The Back to Black Collection è una remasterizzazione di due album della band Hard rock/Heavy metal tedesca Scorpions, in particolare di In Trance (1975) e Virgin Killer (1976).
Il doppio cd contiene anche l'intero album Fly to the Rainbow del 1974 diviso in due come bonus track.

## Tracce

### Disco 1
1. Dark Lady
2. In Trance
3. Life's Like a River
4. Top of the Bill
5. Living and Dying
6. Robot Man
7. Evening Wind
8. Sun In My Hand
9. Longing For Fire
10. Night Lights (strumentale)
11. Speedy's Coming
12. They Need A Million
13. Drifting Sun

### Disco 2
1. Pictured Life
2. Catch Your Train
3. In Your Park
4. Backstage Queen
5. Virgin Killer
6. Hell Cat
7. Crying Days
8. Polar Nights
9. Yellow Raven
10. Fly People Fly
11. This Is My Song
12. Far Away
13. Fly To The Rainbow

## Formazione
- Klaus Meine - voce
- Rudolf Schenker - chitarra
- Ulrich Roth - chitarra
- Rudy Lenners - batteria
- Francis Buchholz - basso